# Claude Thomas Alexis Jordan
Claude Thomas Alexis Jordan (Lione, 29 ottobre 1814 – Lione, 7 febbraio 1897) è stato un botanico francese.

## Biografia
Mise in evidenza i jordanioni, polverizzando i linneoni in infinite entità distinguibili tra di loro in seguito a coltura per caratteri minori.